# Алексич, Райко
Райко Алексич (серб. Рајко Алексић / Rajko Aleksić; род. 19 февраля 1947, Српска-Црня, ФНРЮ) — югославский футболист, защитник. Футбольную карьеру начал в клубе «Войводина» в 1965 году. Отыграл за клуб 12 сезонов, сыграв во всех турнирах 493 матча и забив 3 мяча, Алексич также за 12 сезонов не получил ни одной жёлтой карточки. В возрасте 30 лет Райко перешёл во французский «Олимпик» из города Лион. Окончательно завершил игровую карьеру в 1980 году.
В составе сборной Югославии провёл два матча, дебютировал 25 июня 1968 года в матче против Бразилии, завершившийся победой бразильцев со счётом 0:2.